# Яблоновські

Герб Яблоновських Прус ІІІ

Великий герб Яблоновських

Яблоновські — польські магнатські роди гербів Прус ІІІ та Ґжимала. У 18—19 століттях володіли значними маєтками у Західній і Правобережній Україні. Відігравали значну роль у політичному житті Польщі.

## Коротка історія родів

### Гербу Прус ІІІ
Більш відомий з двох родів Яблоновських походить з Яблонова у Мазовецькій землі (нині с. Яблоново Вармінсько-Мазурського воєводства, Польща). Цей рід був приписаний до герба Прус ІІІ. Засновником його був коронний ротмістр Павел Яблоновський (поч. 16 ст.) Онук Павла — королівський ротмістр Мацей (Матвій) (?—1619) — оселився в Галичині, звідки його нащадки перебралися на Волинь та Брацлавщину. Син Мацея — великий мечник коронний Ян Станіслав (?—1647) — був у 1637—1640 роках маршалком вольного сейму, а онук — Станіслав Ян (1634—1702), відомий польський полководець, гетьман великий коронний. Серед синів гетьмана найбільш відомий Ян Станіслав (1669—1731) — впливовий політичний діяч, великий хорунжий коронний (з 1687), воєвода волинський (з 1695) та руський (з 1697), великий канцлер коронний (1706—1709), письменник, автор збірок і політичних трактатів, належав до найближчого кола польського короля Яна ІІІ Собеського, якому доводився родичем по дружині — Жанні-Марі де Бетюн, згодом підтримував свого племінника — короля Станіслава I Лещинського та перебував в опозиції до його суперника Августа II Фридерика Веттіна, за що був ув'язнений у 1713—1716 роках в замку Кьоніґштайн (Саксонія). 19 квітня 1744 три сини Яна Станіслава — Станіслав Вінцентій (1692—1754), староста білоцерківський (з 1722), мендзижецький (із 1731), воєвода равський (із 1735), відомий польський поет Ян Каєтан (1699—1764) — староста чигиринський (із 1722), воєвода брацлавський (із 1754), та Димітр Іполит (1706—1788), а також племінник — Юзеф Александер (1712—77) — дипломат, великий стольник литовський (із 1744) та воєвода новогрудський (1755—1772), — отримали за грамотою імператора Карла VII Альбрехта Віттельсбаха титул князя Священної Римської імперії. Юзеф Олександр уславився також як історик, бібліограф, геральдист, генеалог, письменник, перекладач і меценат. 1768 він заснував у Лейпцизі (Саксонія), де мешкав останні роки життя, Наукове товариство Яблоновських (Societas Jablonoviana), якому пожертвував значний капітал для премій за найкращі наукові праці.
Від Станіслава Вінцентія та Димітра Іполита походять дві основні гілки роду — старша (російська) та молодша (австрійська). До старшої гілки належать син Станіслава Вінцентія — Антоній Барнаба (1732—99), староста мендзижецький (із 1764) та чигиринський (із 1780), маршалок Коронного трибуналу (1760), познанський воєвода (із 1760), краківський каштелян (із 1782), активний діяч Барської конфедерації та її посол до Відня (1772); онуки — Станіслав Павел (1762—1822), генерал-майор коронних військ(1783), шеф пішої королівської гвардії ВКЛ, посол Речі Посполитої в Берліні (Прусія; 1790—95), сенатор-каштелян Варшавського князівства (1808—15), сенатор-воєвода Царства Польського (1815—22), почесний член Варшавського товариства друзів науки (1811—22), та Максиміліан-Петро-Казимир (Максиміліан Антонович; 1785—1846), сенатор-каштелян (1820—25) та сенатор-воєвода (1825—31) Царства Польського, таємний радник (1831) і сенатор Російської Імперії (1831—46), обергофмейстер імператорського двору (1832), голова Герольдії Царства Польського (1835—1846); правнуки — Антоній Яблоновський (1793—1855), камергер та віце-референдарій Царства Польського, член польських таємних товариств, 1821 — член Центрального комітету Патріотичного товариства, його делегат у Київській та Подільсько-Волинських провінціях, підтримував зв'язок з декабристськими організаціями, 1826 заарештований, після щиросердного каяття засуджений до заслання в Саратов (нині місто у РФ), та Станіслав (Станіслав Станіславович; 1799—1878), поручик польського війська, учасник польського повстання 1830—1831, після поразки якого емігрував до Європи, Рішенням Державної ради Російської імперії від 29 березня 1844 представники старшої гілки роду підтверджені у князівській гідності Російської імперії. Ця гілка згасла, очевидно, наприкінці 19 ст.
З молодшої гілки найбільш відомі онук Димітра Іполита — Людвік (1784—1868), австрійський дипломат та державний діяч, таємний радник, та правнуки: Кароль (1807—85), камергер австрійського двору, таємний радник (1863), довічний член палати панів (верхня палата Райхсрату), Фелікс (1808—57), фельдмаршал-лейтенант австрійської армії. 14 листопада 1820 представники молодшої гілки роду були підтверджені у князівській гідності Австрійської імперії. Ця гілка проіснувала до кінця 20 ст., коли згасла через відсутність представників чоловічої статі.
Поряд із князівським відгалуженням роду, в Галичині проживали й представники нетитулованої гілки. До неї належать: Владислав (1841—94), лікар, етнограф, учасник повстання 1863—1864, після поразки якого емігрував до Османської імперії, де служив у війську; його рідний брат — польський історик, етнограф, мандрівник Александер Валеріан; та племінник — Владислав (1865—1956), польський літературний критик, новеліст, політичний діяч.

#### Найвідоміші представники
- Мацей — власник Стопчатова
  - Ян Станіслав
    - Станіслав-Ян (3.4.1634 — 3.4.1702) — руський воєвода (з 1664 року), польний гетьман коронний (з 1676), великий коронний гетьман (з 1682 року), краківський каштелян (з 1692 року)
      - Ян-Станіслав (1669—1731) — руський воєвода (з 1697 року), великий канцлер коронний (1706–1709).
        - Станіслав Вінцентій — фундатор побудови монастиря отців паулінів у Нижневі на Тлумаччині, воєвода равський
          - Антоні Барнаба (27.1.1732 — 4.4.1799) — познанський воєвода (з 1760 року), краківський каштелян (з 1782 року). Посол Барської конфедерації у 1768 році у Відні.
            - Станіслав Павел Непомуцен Францішек Салезій
              - Антоні (7.12.1793 — 26.12.1855) — учасник Патріотичного товариства у Варшаві, від імені якого вів переговори з представниками Південного товариства декабристів про спільний виступ проти царизму.

        - Димітр Александер Гіполіт — ковельський староста
          - Мацей
            - Людвік — дипломат, син Маріанни з Шептицьких, власник маєтків у Нижневі
              - Кароль — шамбелян, таємний радник, дідич Нижнева, Коростовичів, Стасевої Волї, Острині
                - Людвіка — дружина графа Нікодема Потоцького (1840[1]—?)
                - Станіслав — дідич Бурштина

      - Александер Ян (бл. 1670 — 28.7.1723) — великий коронний хорунжий (з 1693 року).
        - Юзеф Александер — державний діяч, поет, меценат.
          - Август Доброгост Станіслав Вольфганг Жеґота — «князь-козак»

    - Катажина — дружина Кшиштофа Станіслава Ходоровського, матір Анни (Вишневецької-Дольської)
- Йоанна Марія (Жанна Марі) маркіза де Бетуне-Шабрі — дружина Яна Станіслава
- Марцін (Мартин) — власник Солотвина (тоді Краснополя)

### Гербу Гримала

Варіант гербу Гримала

Походить з Яблонова в Нурській землі та сягає початку 15 ст. Рід користувався гербом Гримала. Представники цього роду також були пов'язані з українськими землями. Засновником графської гілки роду був Рох Міхал (1712—1780), віслицький каштелян, корсунський староста, маршалок Коронного трибуналу, власник маєтків у Галичині, прибічник звільнення селян та член Барської конфедерації. Титул графа Королівства Галичини та Володимирії йому надала 2 січня 1779 імператриця Марія-Терезія Габсбург. З нетитулованої гілки цього ж роду походив Людвік (24.8.1810 — 9.11.1887) — поет, учасник польського повстання 1830—1831, член організації карбонаріїв у Галичині, автор цікавих спогадів про Галичину середини ХІХ століття.

#### Найвідоміші представники
- Єнджей Яблоновський — каштелян поланецький
- Рох Міхал Яблоновський (1712—1780) — каштелян вісліський, староста корсунський.

### Гербу Заремба
Походили з Яблонова в Познанській землі.

## Вшанування
- Вулиця у Львові (тепер вулиця Руставелі).[2]